# Parc d'État du Juge C. R. Magney
Le parc d'État du Juge C. R. Magney (en anglais : Judge C. R. Magney State Park) est un parc d'État du Minnesota, aux États-Unis.
Il est situé sur la côte est du Minnesota qui donne sur le lac Supérieur. Il est nommé d'après Clarence R. Magney (en), un ancien maire de Duluth (1917-1920) et l'un des juges de la Cour suprême du Minnesota (1943-1953) qui est à l'origine de la création de plusieurs parcs d'État au Minnesota.
Le parc est surtout connu pour la Devil's Kettle (« Bouilloire du Diable »), une chute d'eau inhabituelle puisque la moitié de la rivière Brule disparaît dans la roche sans que l'on sache où elle va.